# Stufa a colonna per esterni

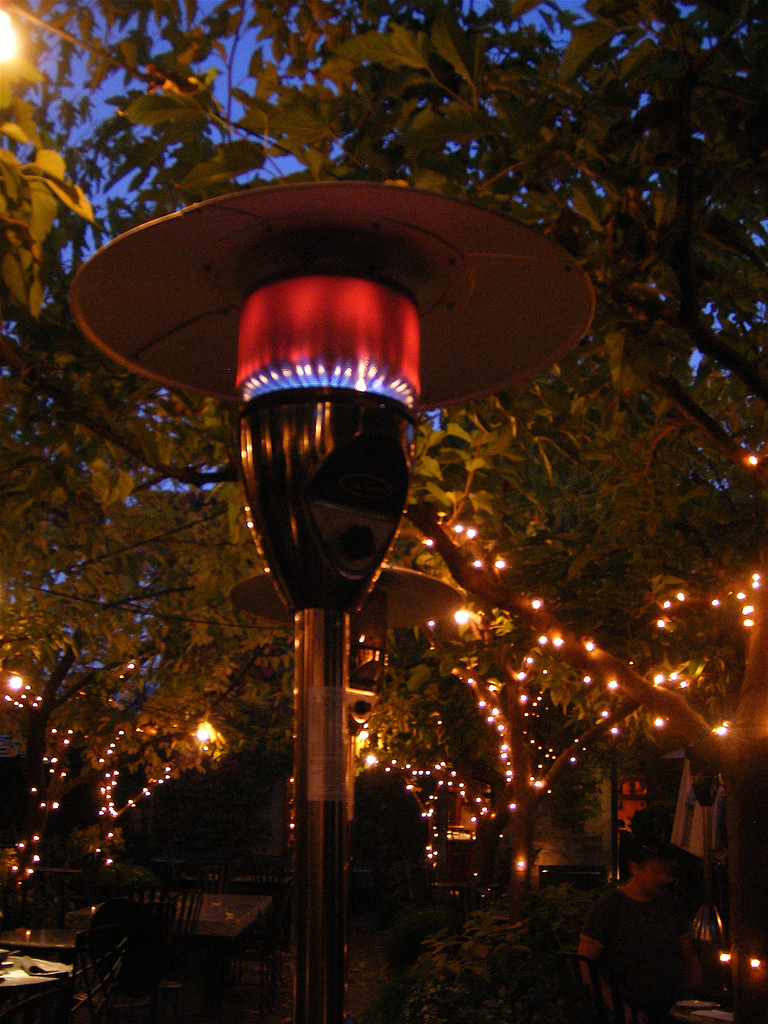
Un fungo riscaldante

La stufa a colonna per esterni è un generatore di calore ad infrarossi in grado di produrre calore per piccoli o grandi ambienti, ma per irraggiamento. Viene usata principalmente per il riscaldamento degli ambienti esterni, anche quelli coperti, ma può essere usata anche negli ambienti interni. Questa stufa è conosciuta soprattutto con i nomi di fungo riscaldante (o fungo riscaldatore, o fungo), piramide riscaldante, ecc.  La forma, l'altezza e la lunghezza di questo apparecchio variano a seconda del modello: può essere a fungo, a piramide e così via.

## Funzionamento
È uno scaldapatio, realizzato generalmente in acciaio verniciato e dotato di riflettore in alluminio. La sua struttura irradia il calore prodotto dagli infrarossi con alimentazione a gas GPL in bombole. Questa tipologia di stufa a irraggiamento è la soluzione ideale per le aree esterne, spazi all'aria aperta o al coperto che non hanno sale interne per i fumatori, come si può notare per esempio negli spazi esterni di bar o ristoranti. Questa stufa presenta bassi consumi grazie all'alimentazione a bombole di gas butano o propano. Questo apparecchio presenta un consumo di circa 0,7 kg/h riscaldando e irraggiando il suo calore su una superficie di 20–25 m² e per questo considerato come la soluzione più economica. La stufa è dotata di una valvola che garantisce l'ottimale combustione del gas, di un bruciatore, di una griglia in lega di acciaio inossidabile per una maggiore resa termica e del combustibile eliminando il monossido di carbonio che si genera durante la combustione del gas.
Questo impianto garantisce un utilizzo sicuro anche negli ambienti interni; infatti è dotato di un sistema di sicurezza, pronto allo spegnimento in caso di ribaltamento e di un sensore per la regolazione della fiamma che assicura maggiore autonomia e versatilità. 
Il vano bombola si trova nella parte bassa dell'apparecchio.

### Versione elettrica
La versione elettrica ha la forma uguale a quella a gas, ma la differenza sta nel fatto che questa è alogena, in quanto contiene delle lampade alogene che riscaldano l'ambiente.

## Vantaggi e svantaggi

### Vantaggi
Il vantaggio principale è che questo apparecchio è più sicuro rispetto alle comuni stufe a gas, sia negli ambienti esterni che interni, perché è dotato di un dispositivo di sicurezza che, in caso di ribaltamento, è pronto allo spegnimento dell'apparecchio. Inoltre questa stufa ha il vantaggio di riscaldare gli ambienti esterni, compresi quelli coperti, garantendo un maggior comfort, soprattutto in giornate molto fredde.

### Svantaggi
Se viene toccata la griglia quando l'apparecchio è in funzione, ci si può scottare e ustionare la pelle. Inoltre se la bombola del gas si sta esaurendo, questo perde potenza fino a spegnersi. Perciò questa deve essere sostituita per poterlo far funzionare normalmente.
Naturalmente hanno una enorme dispersione di calore e quindi di consumo, con grande emissione di CO2, tanto che alcune città ne hanno già vietato l'uso.

## Galleria d'immagini

### Funghi riscaldanti

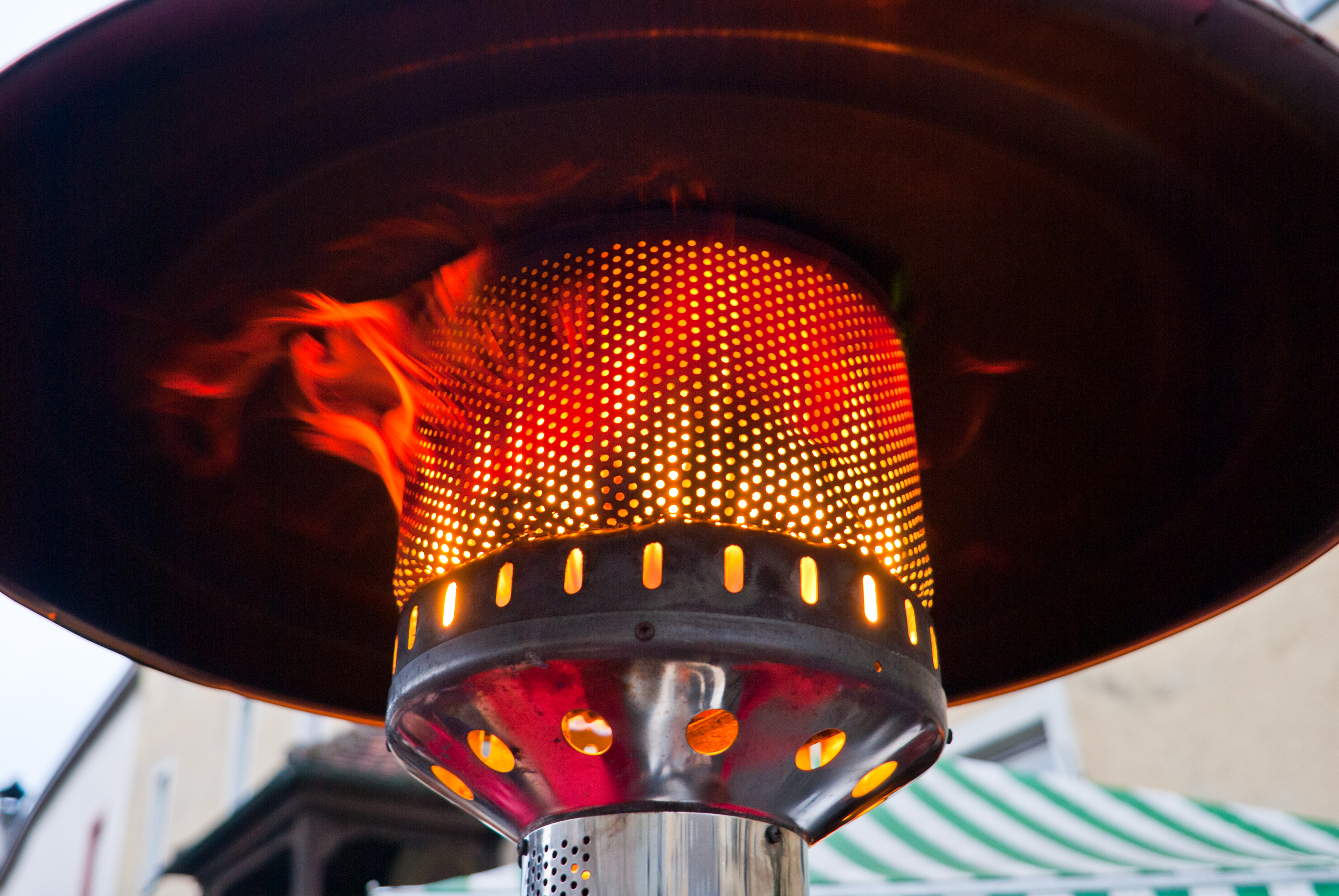
Particolare di un fungo riscaldante in funzione
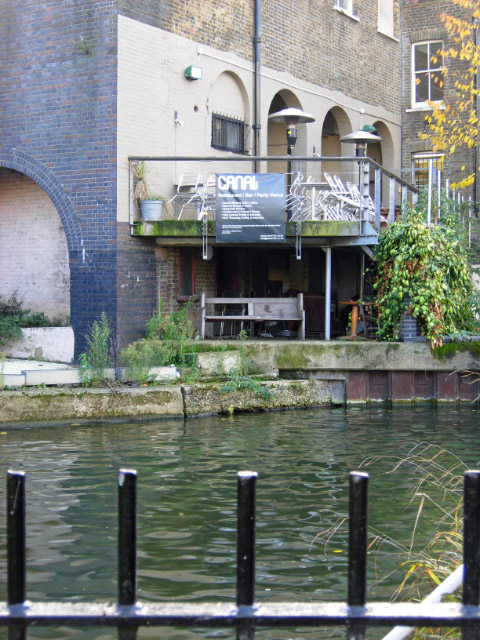
Due funghi riscaldanti nella terrazza di un locale nel Regno Unito
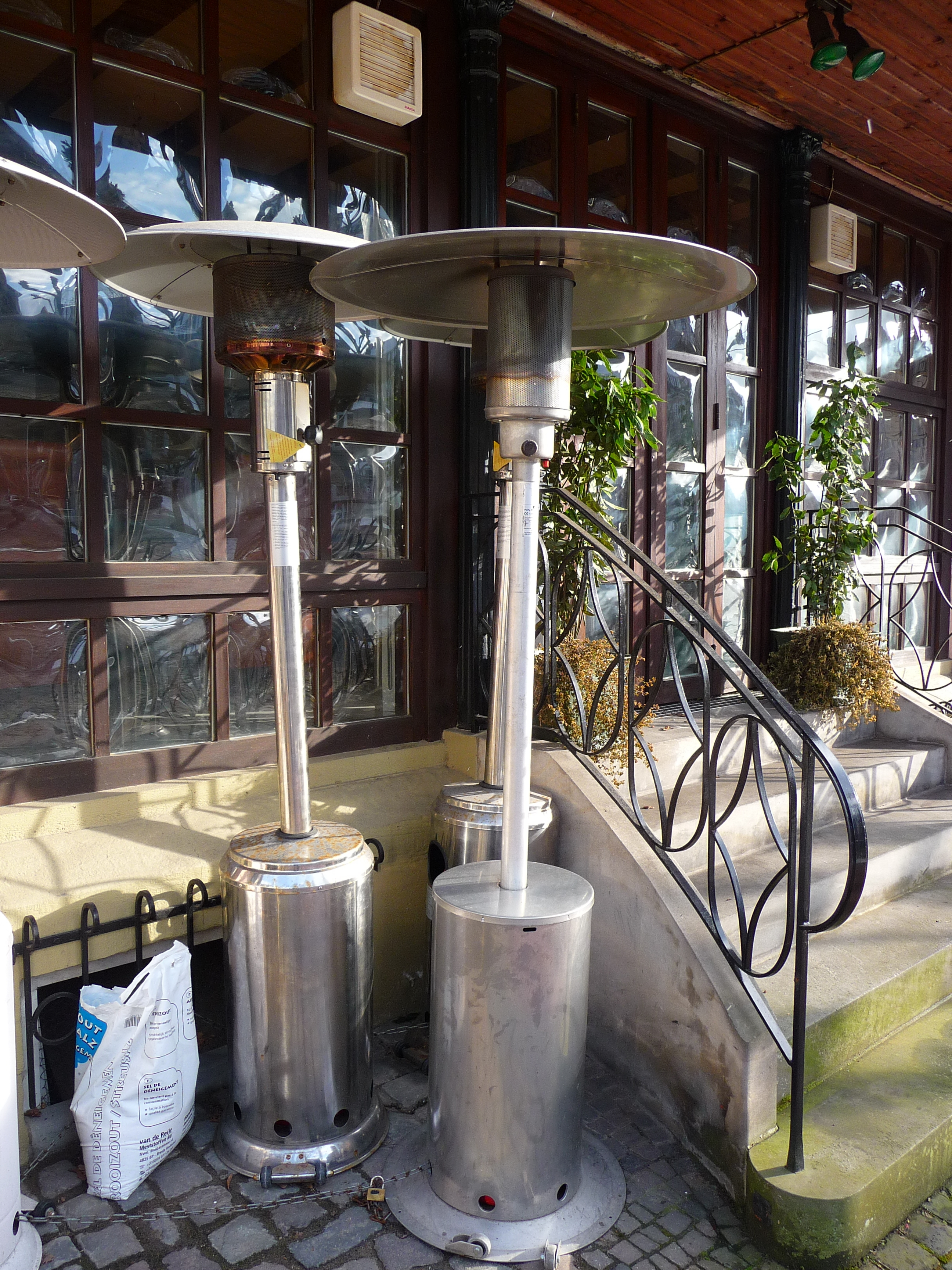
Funghi riscaldanti per il riscaldamento della veranda di un locale
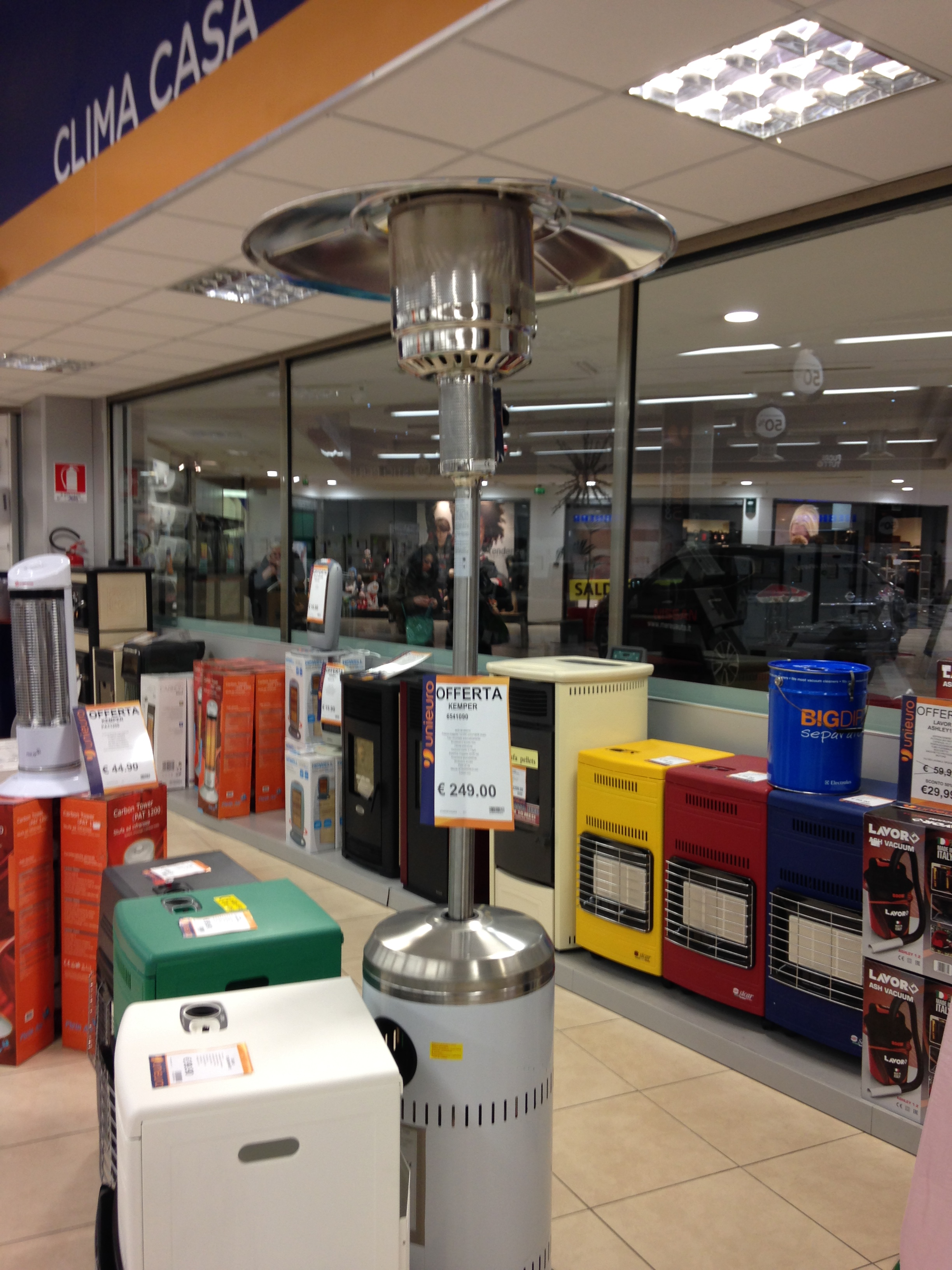
Fungo riscaldante in esposizione in un negozio
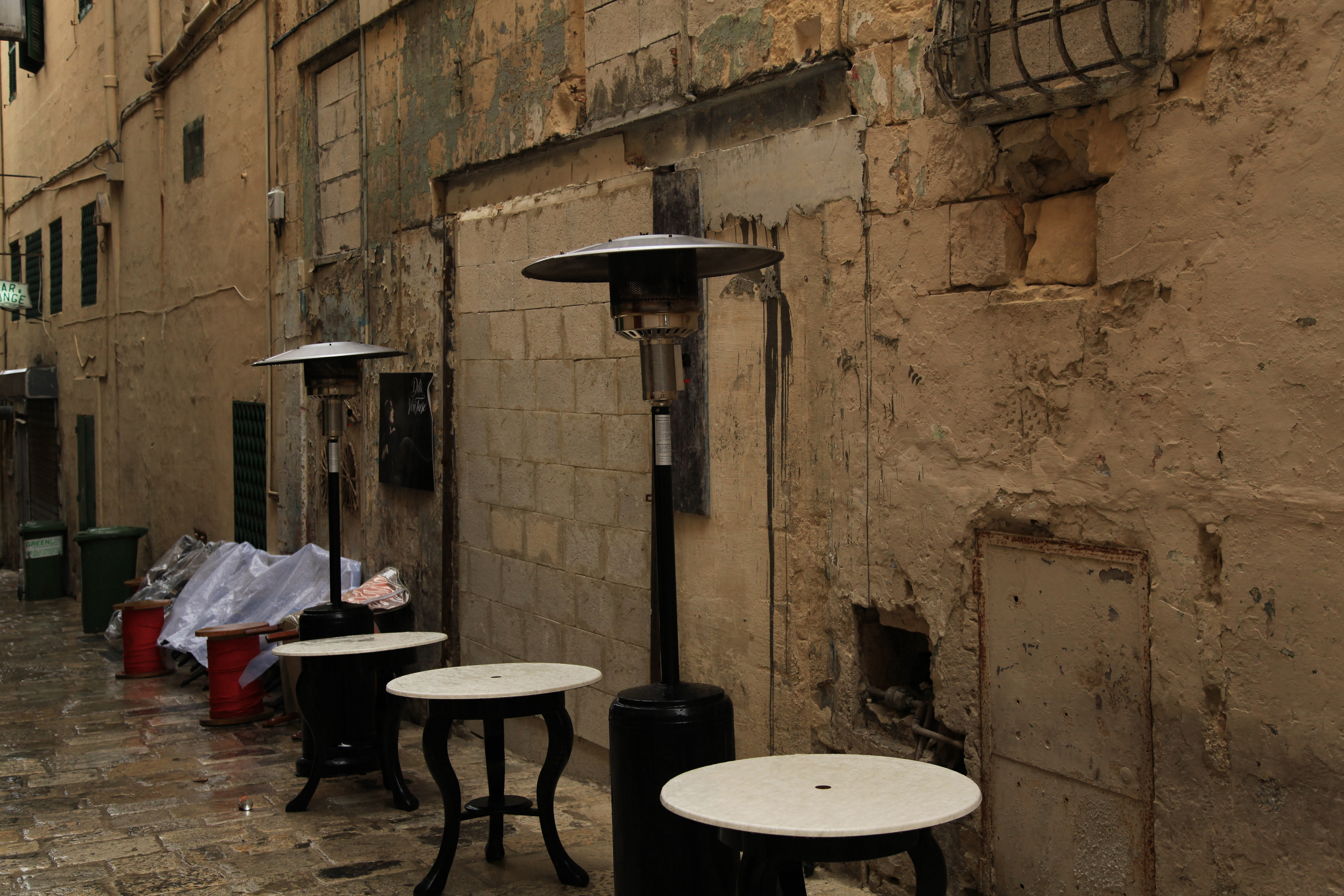
Funghi riscaldanti in una via del centro storico de La Valletta, a Malta

### Piramidi riscaldanti

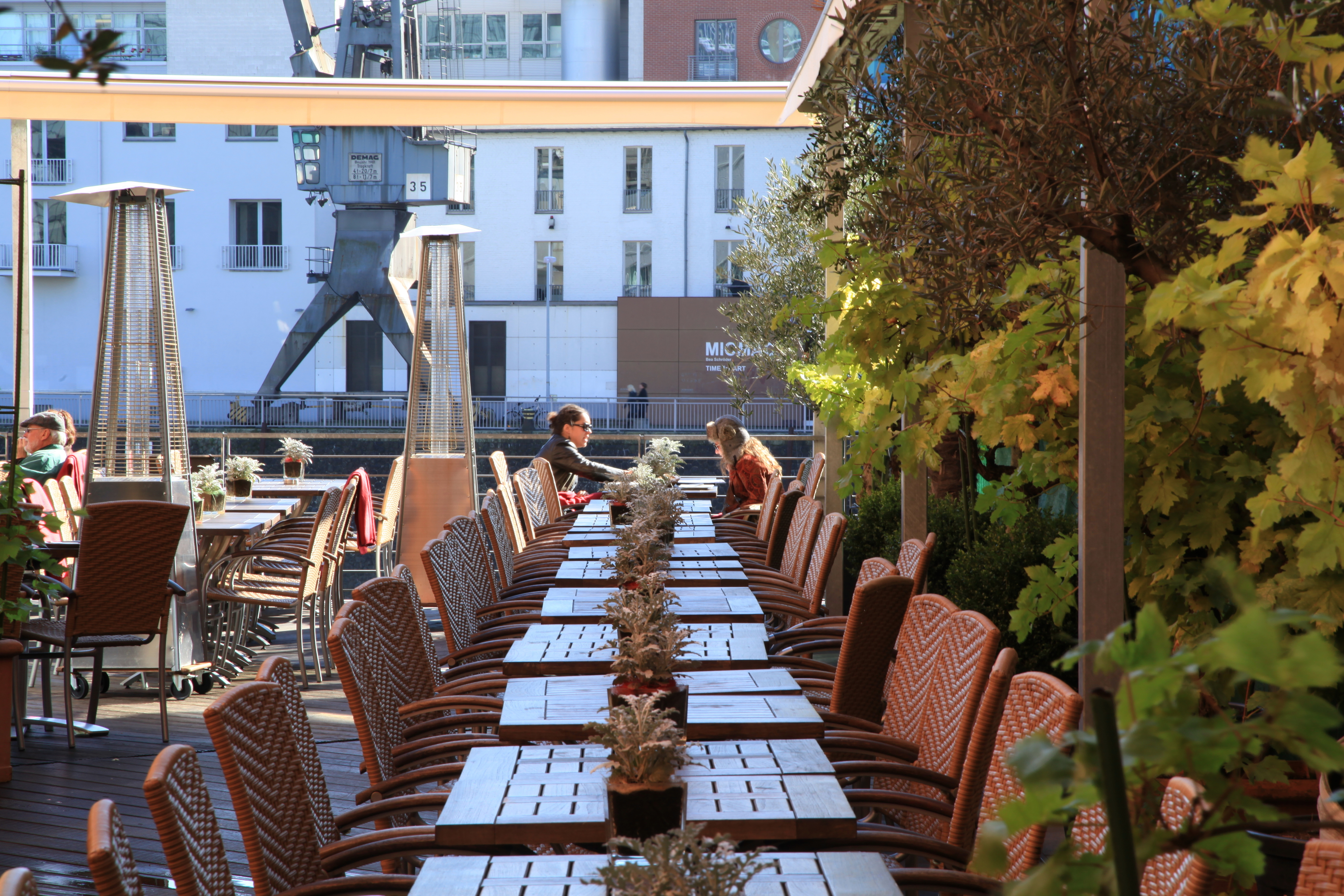
Piramidi riscaldanti in uno spazio all'aperto di un ristorante
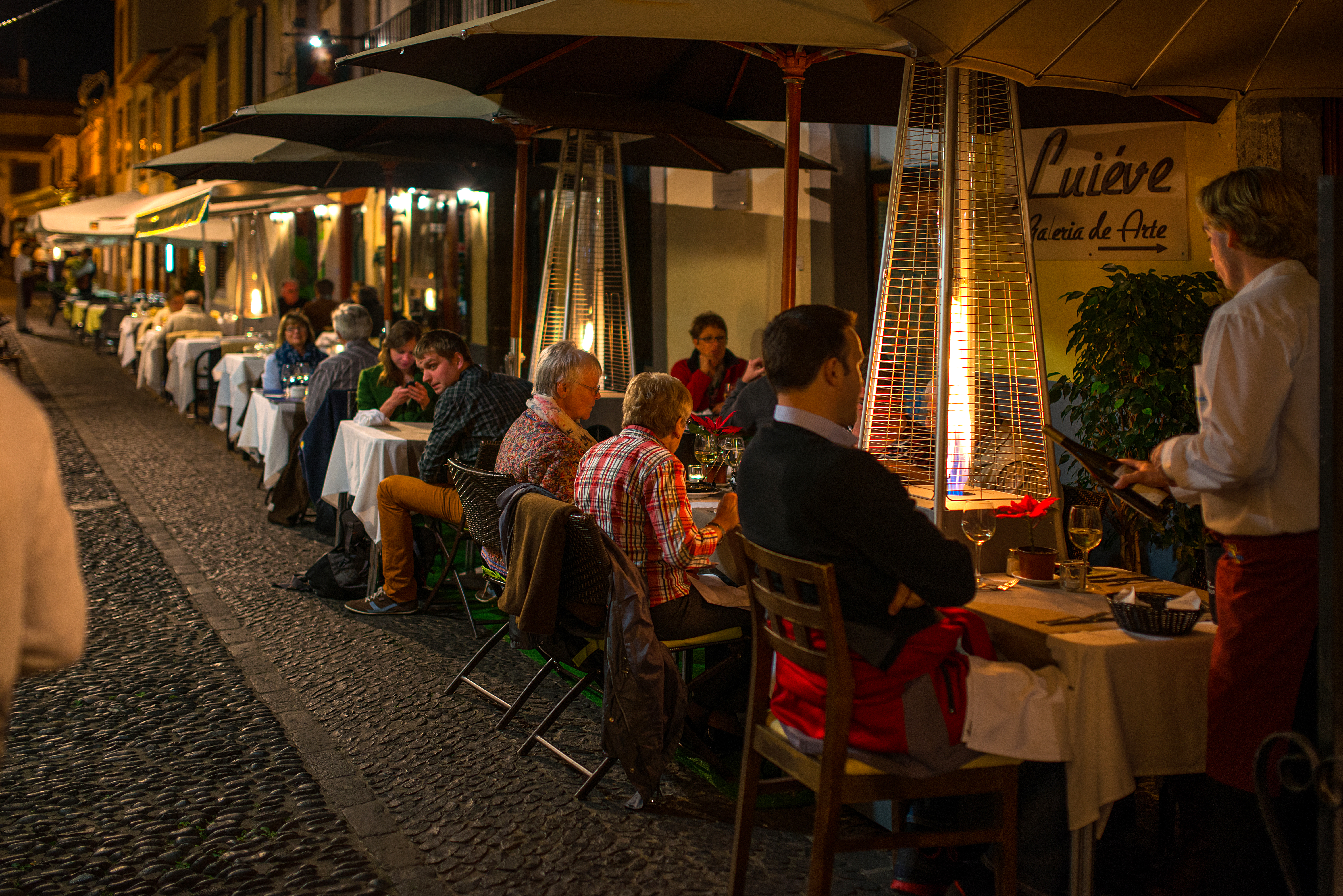
Piramidi riscaldanti all'esterno di alcuni ristoranti